# Xerolitor explicatus
Xerolitor explicatus (лат.) — вид муравьёв трибы грибководов Attini из подсемейства Myrmicinae, единственный в составе монотипического рода Xerolitor. Неотропика.

## Описание
Усики 12-члениковые (у рабочих, самок, и у самцов). Мандибулы с 8 зубцами. Характерны своим тесным симбиозом с грибами, выращиваемыми в муравейниках. Мелкие мономорфные муравьи (длина 3—4 мм) коричневого цвета (самцы до чёрного), тело с выступами-туберкулами, покрыто обильными изогнутыми волосками. Промезонотум возвышается над проподеумом. Формула щупиков: 4,2. Стебелёк между грудкой и брюшком состоит из двух члеников: петиолюса и постпетиолюса (последний чётко отделён от брюшка), жало развито, куколки голые (без кокона). Семьи малочисленные, около 100 рабочих муравьёв и одна матка. Гнёзда почвенные, на глубине от 20 до 70 см.

## Распространение
Таксон характерен исключительно для Нового Света (Бразилия, Парагвай).

## Классификация
Вид был впервые описан в 1968 году под первоначальным названием Mycetosoritis explicata  Kempf, 1968, а в 2018 году выделен в самостоятельный род Xerolitor. Xerolitor explicatus включён в кладу высших муравьёв-грибководов, включающую такие роды как Sericomyrmex, Trachymyrmex, и муравьёв-листорезов Acromyrmex и Atta.

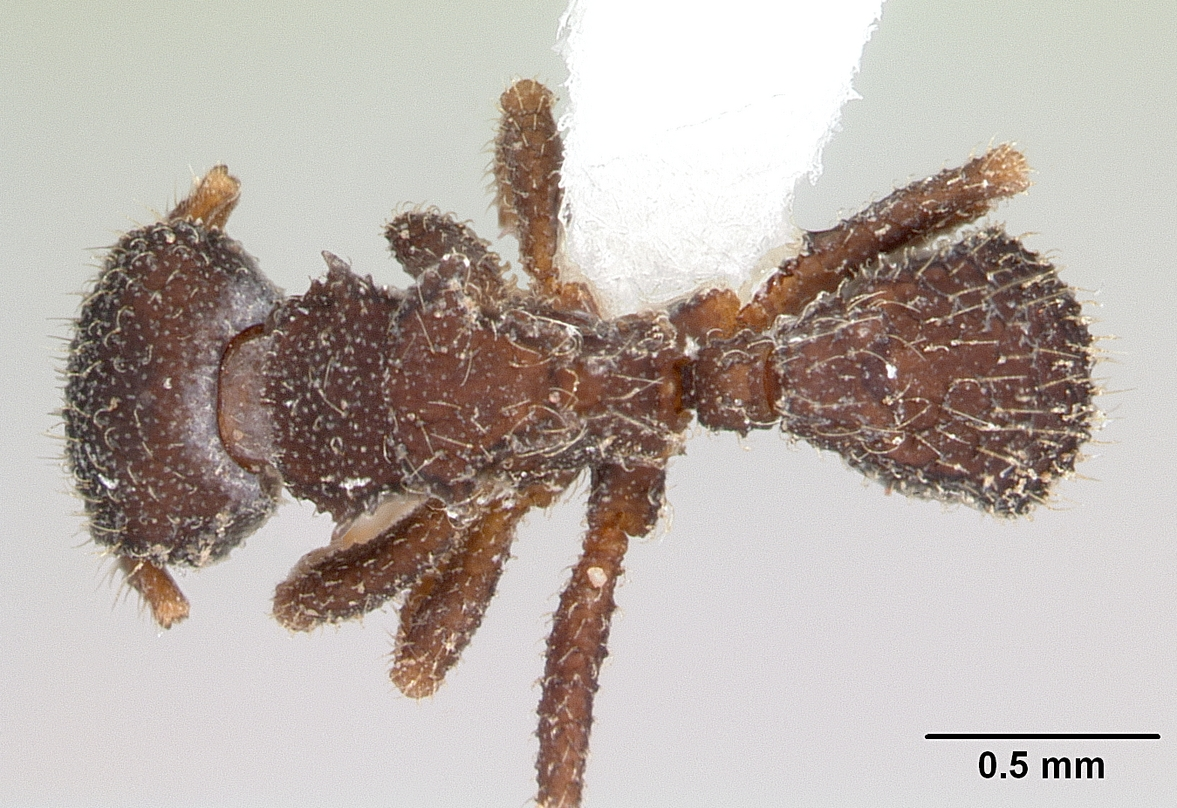
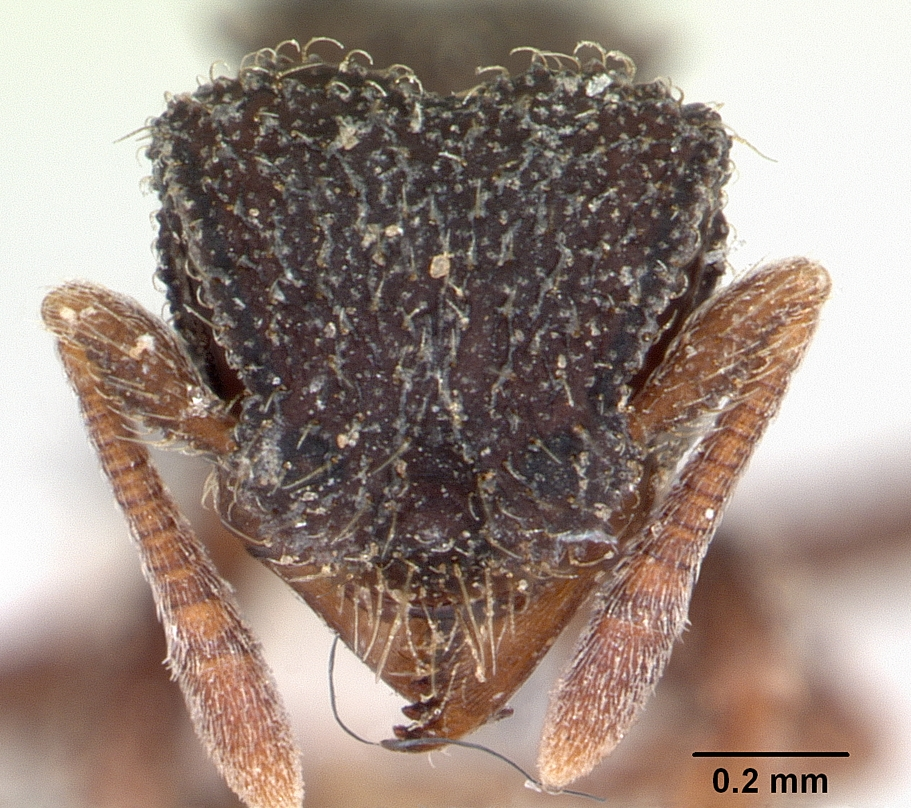